# Lexovisaurus durobrivensis
Il lexovisauro (Lexovisaurus durobrivensis) era un dinosauro erbivoro vissuto tra la fine del Giurassico medio e gli inizi del Giurassico superiore in Europa.

## Lo stegosauro dei Lexovii
I resti di questo animale sono stati ritrovati in Inghilterra e in Francia settentrionale, in regioni abitate anticamente dalla popolazione dei Lexovii (da qui il nome del dinosauro). Il lexovisauro era un dinosauro munito di piastre e spine lungo il dorso, appartenente al gruppo degli stegosauri. Non è molto conosciuto a causa degli scarsi resti fossili, ma dal materiale ritrovato si può capire come questo erbivoro fosse dotato di un'armatura tale da scoraggiare i più accaniti predatori della sua epoca, come Poekilopleuron e Megalosaurus.

## Dinosauro o pesce?
Originariamente i fossili di lexovisauro erano stati riferiti al genere Omosaurus (caduto in disuso e ora assegnato a Dacentrurus). Sono noti tre scheletri parziali del lexovisauro, che permettono di stabilire una certa somiglianza con Kentrosaurus della Tanzania, anche se le parentele tra i due animali non sono forse così strette. Una curiosità: i resti di questo dinosauro provengono da depositi marini, e alcune presunte "piastre" dorsali sono risultate essere parti delle pinne del gigantesco pesce Leedsichthys.